# Lamborghini Estoque
De Lamborghini Estoque is een studiemodel van de Italiaanse automobielconstructeur Lamborghini. De Estoque is een studiemodel om een concurrent tegen onder andere Aston Martin en Porsche te hebben in de vierdeurs-sportwagens. Onderhuids huist de techniek van Audi.
"Estoque" is de Spaanse naam voor het (90 cm lange) zwaard waarmee de matador in de arena de stier de doodsteek toedient.

Met een breedte van 1,99 meter en een hoogte van slechts 1,35 meter ziet hij er vervaarlijk uit. Alsof een stealth-bommenwerper zich luttele millimeters boven het asfalt begeeft.
— GTO

## Motor
Dit studiemodel heeft uiteraard geen motor, maar mogelijkheden zijn onder andere de V10 van de Lamborghini Gallardo LP560-4 of een V8. Een krachtige diesel is zelfs mogelijk en eventueel een elektrisch aangedreven motor behoort tot de mogelijkheden.
Huidige modellen:
Huracán ·
Aventador ·
Urus
Uitvoeringen Lamborghini Gallardo:
Coupé ·
SE ·
Spyder ·
Superleggera ·
LP560-4 ·
LP560-4 Spyder ·
LP550-2 Valentino Balboni ·
LP570-4 Superleggera
Uitvoeringen Lamborghini Murciélago:
Coupé ·
Roadster ·
40th Anniversary ·
LP640 ·
LP640 Roadster ·
LP650-4 Roadster ·
LP670-4 SV ·
Reventón ·
Reventón Roadster
Oudere modellen:
350 GT · 
400 GT · 
Miura · 
Espada · 
Flying Star II · 
Islero · 
Jarama · 
Urraco · 
Countach · 
Silhouette · 
Jalpa · 
LM002 · 
Diablo · 
Murciélago ·
Gallardo
Concepten:
Alar ·
Asterion ·
Athon ·
Estoque ·
Sesto Elemento ·
Portofino